# Max Dettmann (Pianist)
Max Friedrich Carl Dettmann (geboren 1. März 1863 in Berlin; gestorben 2. Januar 1905 ebenda) war ein deutscher Pianist und Komponist.

## Leben und Werk
Dettmann war ein Sohn des Königlichen Kammermusikers Friedrich Dettmann und der Malwine geb. Christian. Nachdem sich Dettmann mit Wohnsitz in der Berliner Frobenstraße 31 noch Mitte der 1890er Jahre als „Accompagneur für Concerte und Concert-Tournéen“ empfahl, nahm er 1896 eine Anstellung als „Hilfslehrer für obligatorisches Klavierspiel und Klavier“ an der Akademischen Hochschule für Musik an, einer Vorgänger-Institution der Universität der Künste Berlin (UdK Berlin). Dort wirkte er bis in sein Todesjahr 1905.
Zu Dettmanns Kompositionen zählen
- die in Berlin bei Siegel & Schimmel erschienenen Stücke
  - Erika, Valse und Elfen-Gavotte. No. 1;
  - Erika, Valse und Elfen-Gavotte. No. 2;
  - Erika, Valse und Elfen-Gavotte. Zwei Compositionen für Pianoforte

sowie das bei F. E. C. Leuckart in Leipzig erschienene Werk
- Mein Herz, ich will dich fragen". Für 3 Frauenstimmen (a capella), 1904[3]